# Михалёв, Алексей Олегович
Алексей Олегович Михалёв (род. 2 февраля 1978, Волгоград) — российский дзюдоист, чемпион и призёр чемпионатов России, мастер спорта России международного класса. Член сборной команды страны с 1994 года. Родился в Волгограде, где и проживает. Тренировался под руководством Ю. Стеганцева и В. В. Хабирова. Представлял клуб СК МО. Выступал в средней весовой категории. Был членом сборной команды страны с 1994 года. Оставил большой спорт.

## Спортивные результаты
- Чемпионат России по дзюдо 1999 года — ;
- Чемпионат России по дзюдо 2000 года — ;
- Чемпионат России по дзюдо 2003 года — ;
- Чемпионат России по дзюдо 2004 года — ;
- Чемпионат России по дзюдо 2005 года — ;
- Чемпионат России по дзюдо 2006 года — ;